# Saúde preventiva

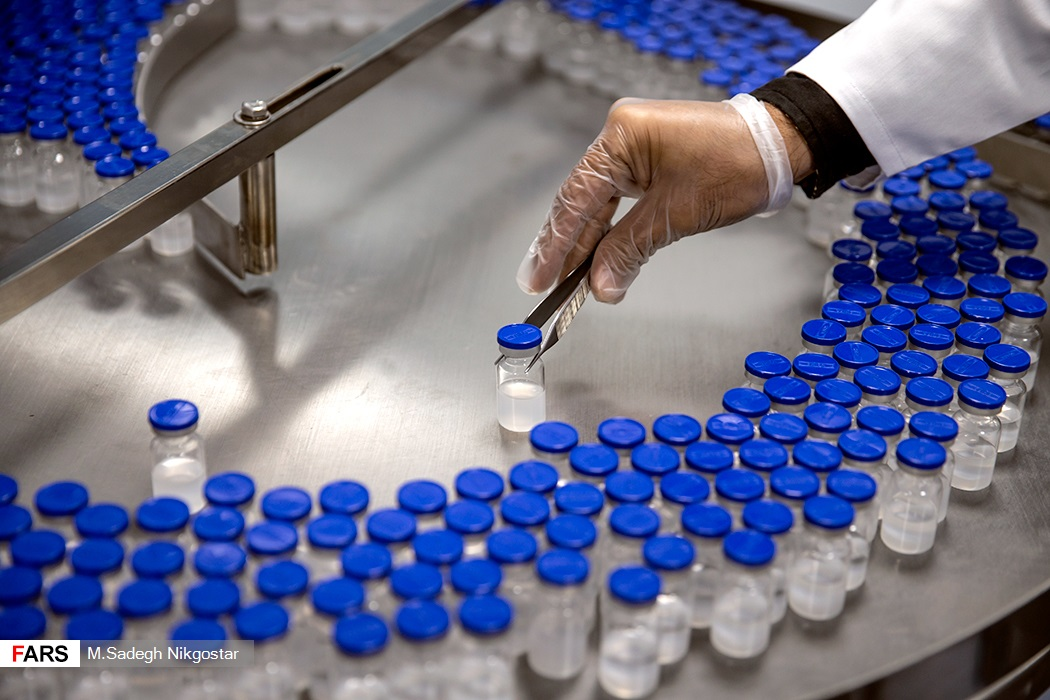
A imunização (ou vacinação) contra doenças é uma medida de saúde preventiva fundamental

A saúde preventiva ou cuidados de saúde preventivos, ou profilaxia, consistem em medidas tomadas para a prevenção de doenças. A doença e a incapacidade são afectadas por fatores ambientais, predisposição genética, agentes patogênicos e escolhas de estilo de vida, e são processos dinâmicos que começam antes dos indivíduos se aperceberem que são afectados. A prevenção de doenças depende de acções antecipatórias que podem ser categorizadas como prevenção primal, primária, secundária, e terciária.
Todos os anos, milhões de pessoas morrem de mortes evitáveis. Um estudo de 2004 mostrou que cerca de metade de todas as mortes nos Estados Unidos em 2000 foram devido a comportamentos e exposições evitáveis. As principais causas incluem doenças cardiovasculares, doenças respiratórias crônicas, lesões não intencionais, diabetes e certas doenças infecciosas. Este mesmo estudo estima que 400.000 pessoas morrem a cada ano nos Estados Unidos devido à má alimentação e sedentarismo. Segundo estimativas da OMS cerca de 55 milhões de pessoas morreram no mundo em 2011, dois terços desse grupo por doenças não transmissíveis, incluindo câncer, diabetes, doenças cardiovasculares e pulmonares crônicas. Este é um aumento em relação ao ano 2000, durante o qual 60% das mortes foram atribuídas a essas doenças.
A saúde preventiva é especialmente importante devido ao aumento mundial da prevalência de doenças crônicas e mortes por essas doenças. Existem muitos métodos para prevenção de doenças. Uma dessas medidas é a prevenção do tabagismo na adolescência por meio da divulgação de informações. Recomenda-se que adultos e crianças procurem seu médico para consultas regulares, mesmo que se sintam saudáveis, para realizar triagem de doenças, identificar fatores de risco para doenças, discutir dicas para um estilo de vida saudável e equilibrado, manter-se em dia com as imunizações e reforços, e manter um bom relacionamento com um profissional de saúde.
Em pediatria, alguns exemplos comuns de prevenção primária são incentivar os pais a diminuir a temperatura do aquecedor de água de sua casa para evitar queimaduras, incentivar as crianças a usar capacetes de bicicleta e sugerir que as pessoas usem o Índice de Qualidade do Ar (AQI) para verificar o nível de poluição do ar exterior antes de praticar atividades desportivas. Alguns exames de doenças comuns incluem verificação de hipertensão (pressão alta), hiperglicemia (açúcar elevado no sangue, um fator de risco para diabetes mellitus ), hipercolesterolemia (colesterol alto no sangue), rastreamento de câncer de cólon, depressão, HIV e outros tipos comuns de doenças sexualmente transmissíveis . doenças como clamídia, sífilis e gonorreia, mamografia (para rastrear câncer de mama ), rastreamento de câncer colorretal, exame de Papanicolau (para verificar câncer cervical ) e rastreamento de osteoporose. Testes genéticos também podem ser realizados para detectar mutações que causam distúrbios genéticos ou predisposição a certas doenças, como câncer de mama ou de ovário . No entanto, essas medidas não são acessíveis para todos os indivíduos e a relação custo-benefício dos cuidados de saúde preventivos ainda é um tema de debate.

## Níveis de prevenção
As estratégias de saúde preventiva são descritas como ocorrendo nos níveis de prevenção primáal, primária, secundária e terciária. Embora defendida como medicina preventiva no início do século XX por Sara Josephine Baker, na década de 1940, Hugh R. Leavell e E. Gurney Clark cunharam o termo prevenção primária.
Eles trabalharam nas Escolas de Saúde Pública da Universidade de Harvard e Columbia, respectivamente, e mais tarde expandiram os níveis para incluir prevenção secundária e terciária. Goldston (1987) observa que esses níveis podem ser melhor descritos como "prevenção, tratamento e reabilitação", embora os termos prevenção primária, secundária e terciária ainda estejam em uso hoje. O conceito de prevenção primal foi criado muito mais recentemente, em relação aos novos desenvolvimentos em biologia molecular nos últimos cinquenta anos, mais particularmente na epigenética, que aponta para a importância primordial das condições ambientais, tanto físicas quanto afetivas, sobre o organismo durante sua vida fetal e neonatal, ou o chamado período de vida primal.
| Nível                         | Definição |
| ----------------------------- | --- |
| Prevenção primal e primordial | A prevenção primal foi proposta como uma categoria separada de promoção da saúde com base na evidência de que os processos epigenéticos começam na concepção. A prevenção primordial refere-se a medidas destinadas a evitar o desenvolvimento de fatores de risco em primeiro lugar, no início da vida. |
| Prevenção primária            | Métodos para evitar a ocorrência de doenças através da eliminação de agentes de doenças ou aumentando a resistência à doença. Exemplos incluem imunização contra doenças, manter uma dieta saudável e regime de exercícios e evitar fumar.                                                               |
| Prevenção secundária          | Métodos para detectar e tratar uma doença existente antes do aparecimento dos sintomas. Os exemplos incluem o tratamento da hipertensão (um fator de risco para muitas doenças cardiovasculares) e exames de câncer.                                                                                     |
| Prevenção terciária           | Métodos para reduzir os danos de doenças sintomáticas, como incapacidade ou morte, por meio de reabilitação e tratamento. Exemplos incluem procedimentos cirúrgicos que interrompem a disseminação ou progressão da doença.                                                                              |
| Prevenção quaternária         | Métodos para mitigar ou evitar resultados de intervenções desnecessárias ou excessivas no sistema de saúde, incluindo potenciais violações de direitos. |

### Prevenções primais e primordiais
A prevenção primal é a promoção da saúde por excelência. Novos conhecimentos em biologia molecular, em particular epigenética, apontam para o quanto o ambiente afetivo e físico durante a vida fetal e neonatal pode determinar a saúde do adulto. Essa forma de promover a saúde consiste principalmente em fornecer aos futuros pais informações pertinentes e imparciais sobre saúde primal e apoiá-los durante o período primal da vida de seus filhos (ou seja, "desde a concepção até o primeiro aniversário " de acordo com a definição do Primal Health Research Centre, Londres). Isso inclui licença parental adequada, idealmente para ambos os pais, com cuidados de parentes e ajuda financeira quando necessário.
A prevenção primordial refere-se a todas as medidas destinadas a prevenir o desenvolvimento de fatores de risco em primeiro lugar, no início da vida,  até mesmo o preconceito, como Ruth A. Etzel descreveu "todas as ações e medidas em nível populacional que inibem o surgimento e o estabelecimento de condições ambientais, econômicas e sociais adversas”. Isso pode reduzir a poluição do ar  ou proibir produtos químicos desreguladores endócrinos em equipamentos de manipulação de alimentos e materiais de contato com alimentos.

### Prevenção primária
A prevenção primária consiste na promoção tradicional da saúde e na "proteção específica".  As atividades de promoção da saúde incluem estratégias de prevenção, como educação em saúde e medicina do estilo de vida e são escolhas de vida atuais e não clínicas, como comer refeições nutritivas e se exercitar diariamente, que previnem condições médicas relacionadas ao estilo de vida, melhoram a qualidade de vida e criar uma sensação de bem-estar geral. Prevenir doenças e criar bem-estar geral prolonga a expectativa de vida. As atividades de promoção da saúde não visam uma doença ou condição específica, mas promovem a saúde e o bem-estar em um nível muito geral. Por outro lado, a proteção específica visa um tipo ou grupo de doenças e complementa os objetivos da promoção da saúde.
A alimentação é a ferramenta mais básica nos cuidados preventivos de saúde. A Pesquisa Nacional de Entrevistas de Saúde de 2011 realizada pelos Centros de Controle de Doenças dos EUA foi a primeira pesquisa nacional a incluir perguntas sobre a capacidade de pagar por alimentos. Dificuldade em pagar por comida, remédios ou ambos é um problema enfrentado por 1 em cada 3 americanos.
Se melhores opções de alimentos estivessem disponíveis por meio de bancos de alimentos, refeitórios e outros recursos para pessoas de baixa renda, a obesidade e as condições crônicas que a acompanham seriam melhor controladas. Um deserto alimentar é uma área com acesso restrito a alimentos saudáveis devido à falta de supermercados a uma distância razoável. Estes são frequentemente bairros de baixa renda com a maioria dos moradores sem transporte. Desde 1995, houve vários movimentos de base para incentivar a horticultura urbana, utilizando terrenos baldios para cultivar alimentos cultivados pelos moradores locais. Os mercados móveis de produtos frescos são outro recurso para os moradores de um "deserto alimentar", que são ônibus especialmente equipados que trazem frutas e vegetais frescos a preços acessíveis para bairros de baixa renda.
Os avanços científicos na genética contribuíram para o conhecimento das doenças hereditárias e facilitaram o progresso em medidas de proteção específicas em indivíduos portadores de um gene de doença ou com maior predisposição a uma doença específica. Os testes genéticos permitiram aos médicos fazer diagnósticos mais rápidos e precisos e permitiram tratamentos personalizados ou medicina personalizada. Da mesma forma, medidas de proteção específicas, como purificação da água, tratamento de esgoto e desenvolvimento de rotinas de higiene pessoal, como lavagem regular das mãos, sexo seguro para prevenir infecções sexualmente transmissíveis, tornaram-se comuns após a descoberta de agentes de doenças infecciosas e diminuíram as taxas de doenças transmissíveis que se espalham em condições insalubres.

### Prevenção secundária
A prevenção secundária lida com doenças latentes e tenta evitar que uma doença assintomática progrida para uma doença sintomática.  Certas doenças podem ser classificadas como primárias ou secundárias. Isso depende das definições do que constitui uma doença, embora, em geral, a prevenção primária aborde a causa raiz de uma doença ou lesão  enquanto a prevenção secundária visa detectar e tratar uma doença precocemente. A prevenção secundária consiste em "diagnóstico precoce e tratamento imediato" para conter a doença e evitar sua disseminação para outros indivíduos, e "limitação de incapacidade" para evitar possíveis complicações e incapacidades futuras da doença. O diagnóstico precoce e o tratamento imediato para um paciente com sífilis incluiriam um curso de antibióticos para destruir o patógeno e triagem e tratamento de quaisquer bebês nascidos de mães sifilíticas. A limitação de incapacidade para pacientes sifilíticos inclui exames contínuos do coração, líquido cefalorraquidiano e sistema nervoso central dos pacientes para conter quaisquer efeitos prejudiciais, como cegueira ou paralisia. Medidas preventivas como vacinas e exames médicos também são importantes.  Usar o EPI corretamente e obter as vacinas e exames recomendados pode ajudar a diminuir a propagação de doenças respiratórias, protegendo os profissionais de saúde e seus pacientes.

### Prevenção terciária
Finalmente, a prevenção terciária tenta reduzir os danos causados pela doença sintomática, concentrando-se na reabilitação mental, física e social. Ao contrário da prevenção secundária, que visa prevenir a incapacidade, o objetivo da prevenção terciária é maximizar as capacidades e funções restantes de um paciente já incapacitado. Os objetivos da prevenção terciária incluem: prevenir a dor e os danos, interromper a progressão e as complicações da doença e restaurar a saúde e as funções dos indivíduos afetados pela doença. Para pacientes sifilíticos, a reabilitação inclui medidas para prevenir a incapacidade completa da doença, como implementar ajustes no local de trabalho para cegos e paralíticos ou fornecer aconselhamento para restaurar as funções diárias normais ao máximo.
Sugere-se o uso geral de maquinário com ventilação e fluxo de ar adequados para esses pacientes, a fim de interromper a progressão e as complicações da doença. Um estudo realizado em asilos para prevenir doenças concluiu que o uso de umidificadores evaporativos para manter a umidade interna na faixa de 40 a 60% pode reduzir o risco respiratório. Certas doenças prosperam em diferentes umidades, então o uso dos umidificadores pode ajudar a matar as partículas de doenças.

## Principais causas de mortes evitáveis

### Estados Unidos
A principal causa de morte evitável nos Estados Unidos foi o tabaco; no entanto, a má alimentação e a falta de exercício podem em breve ultrapassar o tabaco como uma das principais causas de morte. Esses comportamentos são modificáveis e os esforços de saúde pública e prevenção podem fazer a diferença para reduzir essas mortes.
| Causa                                | Mortes causadas | % de todas as mortes |
| ------------------------------------ | --------------- | -------------------- |
| Tabagismo                            | 435,000         | 18.1                 |
| Má alimentação e inatividade física  | 400,000         | 16.6                 |
| Consumo de álcool                    | 85,000          | 3.5                  |
| Doenças infecciosas                  | 75,000          | 3.1                  |
| Tóxicos                              | 55,000          | 2.3                  |
| Acidentes de trânsito                | 43,000          | 1.8                  |
| Incidentes com armas de fogo         | 29,000          | 1.2                  |
| Infecções sexualmente transmissíveis | 20,000          | 0.8                  |
| Abuso de drogas                      | 17,000          | 0.7                  |

### Em todo o mundo
As principais causas de morte evitável em todo o mundo compartilham tendências semelhantes às dos Estados Unidos . Existem algumas diferenças entre os dois, como desnutrição, poluição e saneamento inseguro, que refletem as disparidades de saúde entre o mundo em desenvolvimento e o desenvolvido.
| Causa                                            | Mortes causadas (milhões por ano) |
| ------------------------------------------------ | --------------------------------- |
| Hipertensão                                      | 7.8                               |
| Fumo                                             | 5.0                               |
| Colesterol alto                                  | 3.9                               |
| Desnutrição                                      | 3.8                               |
| Infecções sexualmente transmissíveis             | 3.0                               |
| Dieta pobre                                      | 2.8                               |
| Sobrepeso e obesidade                            | 2.5                               |
| Inatividade física                               | 2.0                               |
| Álcool                                           | 1.9                               |
| Poluição do ar interior por combustíveis sólidos | 1.8                               |
| Água insegura e saneamento precário              | 1.6                               |

Um estudo de referência realizado pela Organização Mundial da Saúde e pela Organização Internacional do Trabalho descobriu que a exposição a longas horas de trabalho é o fator de risco ocupacional com a maior carga de doença atribuível, ou seja, uma estimativa de 745.000 mortes por doença isquêmica do coração e eventos de acidente vascular cerebral em 2016. Com este estudo, a prevenção da exposição a longas jornadas de trabalho emergiu como uma prioridade para a prevenção da saúde em ambientes de trabalho.

## Mortalidade infantil
Em 2010, 7,6 milhões de crianças morreram antes de atingir a idade de 5 anos.Embora esta seja uma diminuição de 9,6 milhões em 2000, ainda estava longe do quarto Objetivo de Desenvolvimento do Milênio para diminuir a mortalidade infantil em dois terços até 2015.  Destas mortes, cerca de 64% foram devidas a infecções , incluindo diarreia , pneumonia e malária. Cerca de 40% dessas mortes ocorreram em recém-nascidos (crianças de 1 a 28 dias) devido a complicações no parto prematuro. O maior número de mortes de crianças ocorreu na África e no Sudeste Asiático. A partir de 2015 na África, quase nenhum progresso foi feito na redução da mortalidade neonatal desde 1990. Em 2010, Índia, Nigéria, República Democrática do Congo, Paquistão e China contribuíram para quase 50% das mortes infantis globais. Focar esforços nesses países é essencial para reduzir a taxa global de mortalidade infantil.
A mortalidade infantil é causada por fatores como pobreza, riscos ambientais e falta de educação materna. Em 2003, a Organização Mundial da Saúde criou uma lista de intervenções na tabela a seguir que foram consideradas economicamente e operacionalmente "viáveis", com base nos recursos e infraestrutura de saúde em 42 nações que contribuem para 90% de todas as mortes de bebês e crianças . A tabela indica quantas mortes de bebês e crianças poderiam ter sido evitadas em 2000, assumindo cobertura universal de saúde.
| Intervenção                                                 | Porcentagem de todas as mortes infantis evitáveis |
| ----------------------------------------------------------- | ------------------------------------------------- |
| Amamentação                                                 | 13                                                |
| Materiais tratados com inseticida                           | 7                                                 |
| Alimentação complementar                                    | 6                                                 |
| Zinco                                                       | 4                                                 |
| Uso de kit de parto limpo                                   | 4                                                 |
| Vacina Hib                                                  | 4                                                 |
| Água, saneamento, higiene                                   | 3                                                 |
| Esteróides pré-natais                                       | 3                                                 |
| Controle de temperatura do recém-nascido                    | 2                                                 |
| Vitamina A                                                  | 2                                                 |
| Vacina antitetânica                                         | 2                                                 |
| Nevirapina e alimentação de substituição                    | 2                                                 |
| Antibióticos para ruptura prematura de membranas            | 1                                                 |
| Vacina contra o sarampo                                     | 1                                                 |
| Tratamento preventivo intermitente antimalárico na gravidez | <1%                                               |

## Métodos preventivos

### Obesidade
A obesidade é um importante fator de risco para uma ampla variedade de condições, incluindo doenças cardiovasculares, hipertensão, certos tipos de câncer e diabetes tipo 2. Para prevenir a obesidade, recomenda-se que os indivíduos sigam um regime de exercícios consistente, bem como uma dieta nutritiva e equilibrada. Um indivíduo saudável deve procurar adquirir 10% de sua energia de proteínas, 15-20% de gordura e mais de 50% de carboidratos complexos, evitando álcool, bem como alimentos ricos em gordura, sal e açúcar. .
Adultos sedentários devem buscar pelo menos meia hora de atividade física diária de nível moderado e, eventualmente, aumentar para incluir pelo menos 20 minutos de exercício intenso, três vezes por semana. Os cuidados de saúde preventivos oferecem muitos benefícios para aqueles que optaram por participar assumindo um papel ativo na cultura. O sistema médico em nossa sociedade é voltado para a cura de sintomas agudos de doenças após o tratamento no pronto-socorro. Uma epidemia em curso na cultura americana é a prevalência da obesidade. Uma alimentação saudável e exercícios regulares desempenham um papel significativo na redução do risco de um indivíduo para diabetes tipo 2. Um estudo de 2008 concluiu que cerca de 23,6 milhões de pessoas nos Estados Unidos tinham diabetes, incluindo 5,7 milhões que não haviam sido diagnosticados. 90 a 95 por cento das pessoas com diabetes têm diabetes tipo 2. Diabetes é a principal causa de insuficiência renal, amputação de membros e cegueira de início recente em adultos americanos.

### Infecções sexualmente transmissíveis
Infecções sexualmente transmissíveis (IST), como sífilis e HIV, são comuns, mas evitáveis com práticas de sexo seguro. As DSTs podem ser assintomáticas ou causar uma série de sintomas. As medidas preventivas para preveni-las são chamadas de profiláticas. O termo se aplica especialmente ao uso de preservativos que são altamente eficazes na prevenção de doenças, mas também a outros dispositivos destinados a preveni-las, como barragens dentárias e luvas de látex. Outros meios para prevenir DSTs incluem educação sobre como usar preservativos ou outros dispositivos de barreira, realização de testes entre parceiros antes de ter ter relações sexuais desprotegidas, fazer exames regulares de DSTs, tanto para receber tratamento quanto para prevenir a disseminação dessas doenças para os parceiros e, especificamente para o HIV, tomar regularmente medicamentos antirretrovirais profiláticos, como Truvada. A profilaxia pós-exposição, iniciada dentro de 72 horas (o ideal é menos de 1 hora) após a exposição a fluidos de alto risco, também pode proteger contra a transmissão do HIV.

### Prevenção da malária usando modificação genética
Mosquitos geneticamente modificados estão sendo usados em países em desenvolvimento para controlar a malária. Essa abordagem tem sido objeto de objeções e controvérsias.

### Trombose
A trombose é uma doença circulatória grave que afeta milhares, geralmente idosos submetidos a procedimentos cirúrgicos, mulheres em uso de anticoncepcionais orais e viajantes. As consequências da trombose podem ser ataques cardíacos e derrames. A prevenção pode incluir exercícios, meias antiembolias, dispositivos pneumáticos e tratamentos farmacológicos.

### Câncer
Nos últimos anos, o câncer se tornou um problema global. Os países de baixa e média renda compartilham a maior parte da carga de câncer em grande parte devido à exposição a agentes cancerígenos resultantes da industrialização e da globalização. No entanto, a prevenção primária do câncer e o conhecimento dos fatores de risco do câncer podem reduzir mais de um terço de todos os casos de câncer. A prevenção primária do câncer também pode prevenir outras doenças, transmissíveis e não transmissíveis, que compartilham fatores de risco comuns com o câncer.

#### Câncer de pulmão
O câncer de pulmão é a principal causa de mortes relacionadas ao câncer nos Estados Unidos e na Europa e é uma das principais causas de morte em outros países.  O tabaco é um carcinógeno ambiental e a principal causa subjacente do câncer de pulmão. Entre 25% e 40% de todas as mortes por câncer e cerca de 90% dos casos de câncer de pulmão estão associados ao uso do tabaco. Outros agentes cancerígenos incluem amianto e materiais radioativos.  Tanto o tabagismo quanto a exposição passiva a outros fumantes podem levar ao câncer de pulmão e, eventualmente, à morte.
A prevenção do tabagismo é primordial para a prevenção do câncer de pulmão. Intervenções individuais, comunitárias e estaduais podem prevenir ou cessar o uso do tabaco. Cerca de 90% dos adultos nos EUA que já fumaram antes dos 20 anos de idade. Programas de prevenção/educação na escola, bem como recursos de aconselhamento, podem ajudar a prevenir e cessar o tabagismo entre adolescentes.  Outras técnicas de cessação incluem programas de apoio em grupo, terapia de reposição de nicotina (TRN), hipnose e mudança comportamental automotivada. Estudos mostraram taxas de sucesso a longo prazo (maior que um ano) de 20% para hipnose e 10%-20% para terapia de grupo.
Os programas de rastreamento do câncer servem como fontes eficazes de prevenção secundária. Os hospitais Mayo Clinic, Johns Hopkins e Memorial Sloan-Kettering realizaram exames anuais de raio-x e testes de citologia do escarro e descobriram que o câncer de pulmão foi detectado em taxas mais altas, em estágios iniciais e teve resultados de tratamento mais favoráveis, o que apoia o investimento generalizado em tais programas.
A legislação também pode afetar a prevenção e a cessação do tabagismo. Em 1992, os eleitores de Massachusetts (Estados Unidos) aprovaram um projeto de lei adicionando um imposto extra de 25 centavos a cada maço de cigarros, apesar do intenso lobby e US$ 7,3 milhões gastos pela indústria do tabaco para se opor a esse projeto. A receita tributária vai para programas de educação e controle do tabagismo e levou a um declínio do uso de tabaco no estado.
O câncer de pulmão e o tabagismo estão aumentando em todo o mundo, especialmente na China. A China é responsável por cerca de um terço do consumo e produção global de produtos de tabaco. As políticas de controle do tabaco têm sido ineficazes, pois a China abriga 350 milhões de fumantes regulares e 750 milhões de fumantes passivos e o número anual de mortes é superior a 1 milhão. As ações recomendadas para reduzir o uso do tabaco incluem diminuir a oferta de tabaco, aumentar os impostos sobre o tabaco, campanhas educativas generalizadas, diminuir a publicidade da indústria do tabaco e aumentar os recursos de apoio à cessação do tabagismo. Em Wuhan, China, um programa escolar de 1998 implementou um currículo antitabaco para adolescentes e reduziu o número de fumantes regulares, embora não tenha diminuído significativamente o número de adolescentes que começaram a fumar. Este programa foi, portanto, eficaz na prevenção secundária, mas não na primária, e mostra que os programas baseados na escola têm potencial para reduzir o uso do tabaco.

#### Câncer de pele
O câncer de pele é o câncer mais comum nos Estados Unidos. A forma mais letal de câncer de pele, o melanoma, causa mais de 50.000 mortes anuais nos Estados Unidos. A prevenção na infância é particularmente importante porque uma parcela significativa da exposição à radiação ultravioleta do sol ocorre durante a infância e a adolescência e, posteriormente, pode levar ao câncer de pele na idade adulta. Além disso, a prevenção na infância pode levar ao desenvolvimento de hábitos saudáveis que continuam a prevenir o câncer por toda a vida.
Os Centros de Controle e Prevenção de Doenças (CDC) recomendam vários métodos de prevenção primária, incluindo: limitar a exposição ao sol entre 10h e 16h, quando o sol é mais forte, usar roupas de algodão natural de tecido mais apertado, chapéus de abas largas e óculos de sol como proteção capas, usando protetores solares que protegem contra os raios UV-A e UV-B e evitando salões de bronzeamento. O protetor solar deve ser reaplicado após sudorese, exposição à água (por meio de natação, por exemplo) ou após várias horas de exposição ao sol. Como o câncer de pele é muito evitável, o CDC recomenda programas de prevenção em nível escolar, incluindo currículos preventivos, envolvimento familiar, participação e apoio dos serviços de saúde da escola e parceria com agências e organizações comunitárias, estaduais e nacionais para manter as crianças longe do excesso de raios UV e evitar exposição à radiação.
A maioria dos dados sobre câncer de pele e proteção solar vem da Austrália e dos Estados Unidos. Um estudo internacional relatou que os australianos tendem a demonstrar maior conhecimento sobre proteção solar e conhecimento sobre câncer de pele, em comparação com outros países. De crianças, adolescentes e adultos, o protetor solar foi a proteção da pele mais usada. No entanto, muitos adolescentes usaram propositalmente protetor solar com baixo fator de proteção solar (FPS) para obter um bronzeado. Vários estudos australianos mostraram que muitos adultos não usavam protetor solar corretamente; muitos aplicavam protetor solar bem após a exposição solar inicial e/ou não reaplicavam quando necessário. Um estudo caso-controle de 2002 no Brasil mostrou que apenas 3% dos participantes do caso e 11% dos participantes do controle usavam protetor solar com FPS menor que 5.

#### Câncer do colo do útero
O câncer do colo do útero está entre os três principais tipos de câncer mais comuns entre as mulheres na América Latina, África Subsaariana e partes da Ásia. O rastreamento com citologia cervical visa detectar lesões anormais no colo do útero para que as mulheres possam se submeter ao tratamento prévio ao desenvolvimento do câncer. Dado que a triagem de alta qualidade e os cuidados de acompanhamento demonstraram reduzir as taxas de câncer do colo do útero em até 80%, a maioria dos países desenvolvidos agora incentiva as mulheres sexualmente ativas a fazer o exame de Papanicolau a cada 3-5 anos. A Finlândia e a Islândia desenvolveram programas organizados eficazes com monitoramento de rotina e conseguiram reduzir significativamente a mortalidade por câncer do colo do útero usando menos recursos do que programas não organizados e oportunistas, como os dos Estados Unidos ou Canadá.
Nos países em desenvolvimento da América Latina, como Chile, Colômbia, Costa Rica e Cuba, tanto programas públicos quanto privados oferecem às mulheres exames citológicos de rotina desde a década de 1970. No entanto, esses esforços não resultaram em uma mudança significativa na incidência ou mortalidade por câncer do colo do útero nessas nações. Isso provavelmente se deve a testes ineficientes e de baixa qualidade. No entanto, Porto Rico, que oferece rastreamento precoce desde a década de 1960, testemunhou um declínio de quase 50% na incidência de câncer do colo do útero e uma redução de quase quatro vezes na mortalidade entre 1950 e 1990. Brasil, Peru, Índia e vários países de alto risco nações da África Subsaariana que não possuem programas de rastreamento organizados têm uma alta incidência de câncer do colo do útero.

#### Câncer colorretal
O câncer colorretal é globalmente o segundo câncer mais comum em mulheres e o terceiro mais comum em homens, e a quarta causa mais comum de morte por câncer após câncer de pulmão , estômago e fígado, tendo causado 715.000 mortes em 2010. Também é altamente evitável; cerca de 80 por cento  dos cânceres colorretais começam como tumores benignos, comumente chamados de pólipos, que podem ser facilmente detectados e removidos durante uma colonoscopia. Outros métodos de triagem para pólipos e cânceres incluem exames de sangue oculto nas fezes . As mudanças no estilo de vida que podem reduzir o risco de câncer colorretal incluem o aumento do consumo de grãos integrais, frutas e vegetais e a redução do consumo de carne vermelha.

## Disparidades de saúde e barreiras ao acesso aos cuidados
O acesso aos cuidados de saúde e aos serviços de saúde preventiva é desigual, assim como a qualidade dos cuidados recebidos. Um estudo realizado pela Agência de Pesquisa e Qualidade em Saúde (AHRQ) dos EUA revelou disparidades de saúde nos Estados Unidos.
Nos Estados Unidos, os idosos com mais de 65 anos receberam piores cuidados e tiveram menos acesso aos cuidados do que os mais jovens. As mesmas tendências são observadas ao comparar todas as minorias raciais (negros, hispânicos, asiáticos) com pacientes brancos e pessoas de baixa renda com pessoas de alta renda. Barreiras comuns para acessar e utilizar recursos de saúde incluíam falta de renda e educação, barreiras linguísticas e falta de seguro de saúde. As minorias eram menos propensas do que os brancos a possuir seguro de saúde, assim como os indivíduos que concluíram menos educação. Essas disparidades tornaram mais difícil para os grupos desfavorecidos ter acesso regular a um prestador de cuidados primários, receber imunizações ou receber outros tipos de cuidados médicos. Além disso, as pessoas sem seguro tendem a não procurar atendimento até que suas doenças progridam para estados crônicos e graves e também são mais propensas a renunciar a exames, tratamentos e medicamentos prescritos necessários.
Esses tipos de disparidades e barreiras também existem em todo o mundo. Muitas vezes, há décadas de lacunas na expectativa de vida entre países em desenvolvimento e desenvolvidos. Por exemplo, o Japão tem uma esperança média de vida 36 anos superior à do Malawi.  Os países de baixa renda também tendem a ter menos médicos do que os países de alta renda. Na Nigéria e em Mianmar, há menos de 4 médicos por 100.000 pessoas, enquanto a Noruega e a Suíça têm uma proporção dez vezes maior. Barreiras comuns em todo o mundo incluem a falta de disponibilidade de serviços de saúde e prestadores de cuidados de saúde na região, grande distância física entre a casa e as instalações de serviços de saúde, altos custos de transporte, altos custos de tratamento e normas sociais e estigma no acesso a determinados serviços de saúde.

## Economia da prevenção baseada no estilo de vida
Com fatores de estilo de vida, como dieta e exercícios, subindo ao topo das estatísticas de mortes evitáveis, a economia do estilo de vida saudável é uma preocupação crescente. Há pouca dúvida de que as escolhas positivas de estilo de vida proporcionam um investimento na saúde ao longo da vida. Para avaliar o sucesso, medidas tradicionais, como o método de anos de qualidade de vida (QALY), mostram grande valor. No entanto, esse método não leva em conta o custo de condições crônicas ou ganhos futuros perdidos devido a problemas de saúde.
O desenvolvimento de modelos econômicos futuros que guiariam investimentos públicos e privados, bem como direcionariam políticas futuras para avaliar a eficácia de escolhas positivas de estilo de vida na saúde é um tópico importante para os economistas em todo o mundo. Os americanos gastam mais de três trilhões por ano em cuidados de saúde, mas têm uma taxa mais alta de mortalidade infantil , expectativas de vida mais curtas e uma taxa mais alta de diabetes do que outras nações de alta renda por causa de escolhas negativas de estilo de vida.
Apesar desses grandes custos, muito pouco é gasto na prevenção de condições causadas pelo estilo de vida em comparação. Em 2016, o Jornal da Associação Médica Americana estimou que US $ 101 bilhões foram gastos em 2013 na doença evitável do diabetes e outros US$ 88 bilhões foram gastos em doenças cardíacas.  Em um esforço para incentivar escolhas de estilo de vida saudáveis, a partir de 2010 os programas de bem-estar no local de trabalho estavam em ascensão, mas os dados econômicos e de eficácia continuavam a evoluir e se desenvolver.
A cobertura do seguro de saúde afeta as escolhas de estilo de vida, mesmo a perda intermitente de cobertura teve efeitos negativos nas escolhas saudáveis nos EUA  A revogação da Lei de Cuidados Acessíveis (Affordable Care Act, ACA) poderia afetar significativamente a cobertura para muitos americanos, bem como "O Fundo da Lei de Prevenção e Saúde Pública", que é o primeiro e único fluxo de financiamento obrigatório dos EUA dedicado a melhorar a saúde pública  incluindo aconselhamento sobre questões de prevenção de estilo de vida, como controle de peso, uso de álcool e tratamento para depressão.
Como nos EUA as doenças crônicas predominam como causa de morte e os caminhos para o tratamento de doenças crônicas são complexos e multifacetados, a prevenção é uma abordagem de melhor prática para doenças crônicas quando possível. Em muitos casos, a prevenção requer o mapeamento de caminhos complexos para determinar o ponto ideal de intervenção. O custo-benefício da prevenção é alcançável, mas impactado pelo tempo que leva para ver os efeitos/resultados da intervenção. Isso dificulta o financiamento dos esforços de prevenção, principalmente em contextos financeiros difíceis.
A prevenção também cria potencialmente outros custos, devido ao prolongamento da vida útile, assim, aumentando as oportunidades de doença. Para avaliar o custo-benefício da prevenção, o custo da medida preventiva, a economia de evitar a morbidade e o custo de prolongar a vida útil precisam ser considerados. Os custos de extensão de vida tornam-se menores quando contabilizadas as economias de adiar o último ano de vida, o que representa uma grande fração dos gastos médicos ao longo da vida e se torna mais barato com a idade. A prevenção leva à economia apenas se o custo da medida preventiva for menor do que a economia de evitar a morbidade líquida do custo de prolongar a vida útil. Para estabelecer uma economia confiável de prevenção para doenças de origem complicada, é necessário saber qual a melhor forma de avaliar os esforços de prevenção, ou seja, desenvolver medidas úteis e escopo adequado.

## Eficácia
Não há consenso geral sobre se as medidas preventivas de saúde são ou não custo-efetivas, mas aumentam drasticamente a qualidade de vida. Existem visões variadas sobre o que constitui um "bom investimento". Alguns argumentam que as medidas preventivas de saúde devem economizar mais dinheiro do que custam, ao considerar os custos do tratamento na ausência de tais medidas. Outros argumentaram a favor do "bom valor" ou da concessão de benefícios significativos para a saúde, mesmo que as medidas não economizem dinheiro. Além disso, os serviços de saúde preventiva são frequentemente descritos como uma entidade, embora compreendam uma miríade de serviços diferentes, cada um dos quais pode levar individualmente a custos líquidos, economias ou nenhum dos dois. É necessária uma maior diferenciação desses serviços para compreender plenamente os efeitos financeiros e de saúde.
Um estudo de 2010 relatou que, nos Estados Unidos, a vacinação de crianças, a cessação do tabagismo, o uso profilático diário de aspirina e o rastreamento de câncer de mama e colorretal tinham o maior potencial para prevenir a morte prematura. As medidas preventivas de saúde que resultaram em economias incluíram a vacinação de crianças e adultos, cessação do tabagismo, uso diário de aspirina e triagem de problemas com alcoolismo, obesidade e deficiência visual. Esses autores estimaram que, se o uso desses serviços nos Estados Unidos aumentasse para 90% da população, haveria uma economia líquida de US$ 3,7 bilhões, o que representaria apenas cerca de menos de 0,2% do total dos gastos com saúde dos Estados Unidos em 2006. Apesar do potencial de redução dos gastos com saúde, a utilização de recursos de saúde nos Estados Unidos ainda permanece baixa, especialmente entre latinos e afro-americanos. Em geral, os serviços preventivos são difíceis de implementar porque os profissionais de saúde têm tempo limitado com os pacientes e devem integrar uma variedade de medidas preventivas de saúde de diferentes fontes.
Embora esses serviços específicos tragam pequenas economias líquidas, nem todas as medidas preventivas de saúde economizam mais do que custam. Um estudo da década de 1970 mostrou que prevenir ataques cardíacos tratando a hipertensão precocemente com medicamentos na verdade não economiza dinheiro a longo prazo. O dinheiro economizado por evitar o tratamento de ataques cardíacos e derrames representou apenas cerca de um quarto do custo dos medicamentos. Da mesma forma, descobriu-se que o custo de medicamentos ou mudanças na dieta para diminuir o colesterol alto no sangue excedia o custo do tratamento subsequente de doenças cardíacas. Devido a essas descobertas, alguns argumentam que, em vez de concentrar os esforços de reforma da saúde exclusivamente nos cuidados preventivos, as intervenções que trazem o mais alto nível de saúde devem ser priorizadas.
Em 2008, Cohen et al. delineou alguns argumentos feitos por céticos de cuidados de saúde preventivos. Muitos argumentam que as medidas preventivas só custam menos do que o tratamento futuro quando a proporção da população que ficaria doente na ausência de prevenção é bastante grande. O Grupo de Pesquisa do Programa de Prevenção do Diabetes realizou um estudo de 2012 avaliando os custos e benefícios em anos de vida ajustados à qualidade ou QALYs de mudanças no estilo de vida versus tomar o medicamento metformina. Eles descobriram que nenhum dos métodos trouxe economia financeira, mas mesmo assim foram econômicos porque trouxeram um aumento nos QALYs. Além de examinar os custos, os céticos da saúde preventiva também examinam a eficiência das intervenções. Eles argumentam que, embora muitos tratamentos de doenças existentes envolvam o uso de equipamentos e tecnologia avançados, em alguns casos, esse é um uso mais eficiente dos recursos do que as tentativas de prevenir a doença. Cohen sugeriu que as medidas preventivas que mais valem a pena explorar e investir são aquelas que podem beneficiar uma grande parte da população para trazer benefícios cumulativos e generalizados à saúde a um custo razoável.

### Custo-benefício das intervenções contra a obesidade infantil
Existem pelo menos quatro intervenções de obesidade infantil implementadas nacionalmente nos Estados Unidos: o imposto especial de consumo de bebidas adoçadas com açúcar (SSB), tributação maior para propagandas de bebidas açucaradas na televisão destinada às crianças, políticas de educação física ativa (Active PE) e políticas de educação e cuidados precoces (ECE). Cada um deles tem objetivos semelhantes de reduzir a obesidade infantil. Os efeitos dessas intervençõesforam estudados e a análise de custo-efetividade (CEA) levou a uma melhor compreensão das reduções de custos projetadas e melhores resultados de saúde.  O Estudo de custo-eficácia da intervenção na obesidade infantil (CHOICES) foi realizado para avaliar e comparar o efeito dessas quatro intervenções.
Gortmaker, SL et ai. (2015) afirma: "As quatro intervenções iniciais foram selecionadas pelos pesquisadores para representar uma ampla gama de estratégias nacionalmente escaláveis para reduzir a obesidade infantil usando uma mistura de políticas e estratégias programáticas... 1. um imposto especial de consumo de US$ 0,01 por onça de bebidas adoçadas, aplicado nacionalmente e administrado em nível estadual (SSB), 2. eliminação da dedutibilidade fiscal dos custos de publicidade de propagandas de TV para alimentos e bebidas "nutricionalmente pobres" vistos por crianças e adolescentes (TV AD), 3. política estadual exigindo que todos escolas primárias públicas nas quais a educação física (EF) é atualmente fornecida para dedicar mais 50% do tempo de aula de educação física à atividade física moderada e vigorosa (EF ativa) e 4. política estadual para tornar os ambientes educacionais da primeira infância mais saudáveis, aumentando a atividade física, melhorando a nutrição e reduzindo o tempo de tela." O programa descobriu que essas medidas levaram a economias líquidas de custos. 80 milhões de dólares americanos, respectivamente.
Alguns desafios com a avaliação da eficácia das intervenções contra a obesidade infantil incluem:
1. As consequências econômicas da obesidade infantil são de curto e longo prazo. No curto prazo, a obesidade prejudica o desempenho cognitivo e o desempenho acadêmico. Alguns acreditam que isso é secundário a efeitos negativos no humor ou na energia, mas outros sugerem que pode haver fatores fisiológicos envolvidos. Além disso, as crianças obesas aumentaram as despesas com cuidados de saúde (por exemplo, medicamentos, consultas de cuidados intensivos). A longo prazo, crianças obesas tendem a se tornar adultos obesos com risco aumentado associado para uma condição crônica, como diabetes ou hipertensão. Qualquer efeito no desenvolvimento cognitivo também pode afetar suas contribuições para a sociedade e o status socioeconômico.[44]
2. No programa, observou-se que traduzir os efeitos dessas intervenções pode, de fato, diferir entre as comunidades em todo o país. Além disso, foi sugerido que resultados limitados são estudados e essas intervenções podem ter um efeito adicional que não é totalmente avaliado.[44]
3. A modelagem de resultados em tais intervenções em crianças a longo prazo é um desafio porque os avanços na medicina e na tecnologia médica são imprevisíveis. As projeções da análise custo-benefício podem precisar ser reavaliadas com mais frequência.[44]

### Economia de cuidados preventivos dos EUA
A partir de 2009, a relação custo-benefício dos cuidados preventivos é um tema altamente debatido. Enquanto alguns economistas argumentam que o cuidado preventivo é valioso e potencialmente economizador de custos, outros acreditam que é um desperdício ineficiente de recursos. O cuidado preventivo é composto por uma variedade de serviços e programas clínicos, incluindo exames médicos anuais, imunizações anuais e programas de bem-estar; modelos recentes mostram que essas intervenções simples podem ter impactos econômicos significativos.

### Serviços e programas clínicos preventivos
A pesquisa sobre cuidados preventivos aborda a questão de saber se é econômico ou econômico e se há uma base de evidências econômicas para a promoção da saúde e prevenção de doenças. A necessidade e o interesse em cuidados preventivos são impulsionados pelo imperativo de reduzir os custos dos cuidados de saúde, melhorando a qualidade dos cuidados e a experiência do paciente. Os cuidados preventivos podem levar a melhores resultados de saúde e potencial de economia de custos. Serviços como avaliações /triagens de saúde, cuidados pré-natais e telessaúde e telemedicina podem reduzir a morbidade ou mortalidade com baixo custo ou economia de custos. Especificamente, as avaliações/triagens de saúde têm potencial de redução de custos, com custo-efetividade variada com base no tipo de triagem e avaliação. A assistência pré-natal inadequada pode levar a um risco aumentado de prematuridade, natimorto e morte infantil. O tempo é o recurso final e os cuidados preventivos podem ajudar a mitigar os custos do tempo. A telessaúde e a telemedicina são uma opção que conquistou o interesse, a aceitação e a confiança do consumidor e pode melhorar a qualidade do atendimento e a satisfação do paciente.

### Recursos para investimentos
Existem benefícios e compensações ao considerar o investimento em cuidados preventivos versus outros tipos de serviços clínicos. Os cuidados preventivos podem ser um bom investimento, apoiados pela base de evidências e podem impulsionar os objetivos de gestão da saúde da população. Os conceitos de economia de custos e custo-efetividade são diferentes e ambos são relevantes para o cuidado preventivo. Cuidados preventivos que podem não economizar dinheiro ainda podem trazer benefícios à saúde; assim, há a necessidade de comparar as intervenções em relação ao impacto na saúde e custo.
O cuidado preventivo transcende a demografia e é aplicável a pessoas de todas as idades. A Teoria do Capital de Saúde sustenta a importância dos cuidados preventivos ao longo do ciclo de vida e fornece uma estrutura para entender as variações na saúde e nos cuidados de saúde que são vivenciados. Trata a saúde como um estoque que fornece utilidade direta. A saúde se deprecia com a idade e o processo de envelhecimento pode ser combatido por meio de investimentos em saúde. A teoria sustenta ainda que os indivíduos exigem boa saúde, que a demanda por investimento em saúde é uma demanda derivada (ou seja, o investimento é saúde é devido à demanda subjacente por boa saúde), e a eficiência do processo de investimento em saúde aumenta com o conhecimento (ou seja, assume-se que os mais educados são consumidores e produtores de saúde mais eficientes).
A elasticidade de prevalência da demanda por prevenção também pode fornecer insights sobre a economia. A demanda por cuidados preventivos pode alterar a taxa de prevalência de uma determinada doença e reduzir ainda mais ou até mesmo reverter qualquer crescimento adicional da prevalência. A redução na prevalência subsequentemente leva à redução dos custos. Há uma série de organizações e ações políticas que são relevantes quando se discute a economia dos serviços de cuidados preventivos. A base de evidências, pontos de vista e resumos de políticas da Robert Wood Johnson Foundation, da Organização para Cooperação e Desenvolvimento Econômico (OCDE) e esforços da Força-Tarefa de Serviços Preventivos dos EUA (USPSTF) fornecem exemplos que melhoram a saúde e o bem-estar das populações (por exemplo, avaliações/triagens preventivas de saúde, cuidados pré-natais e telessaúde/telemedicina).
A Lei de Cuidados Acessíveis (Affordable Care Act ou ACA) tem grande influência na prestação de serviços de cuidados preventivos, embora esteja atualmente sob forte escrutínio e revisão pela nova administração. De acordo com os Centros de Controle e Prevenção de Doenças (CDC), a ACA torna os cuidados preventivos acessíveis e acessíveis por meio da cobertura obrigatória de serviços preventivos sem franquia, copagamento, cosseguro ou outro compartilhamento de custos.
A Força-Tarefa de Serviços Preventivos dos EUA (USPSTF), um painel de especialistas nacionais em prevenção e medicina baseada em evidências, trabalha para melhorar a saúde dos americanos fazendo recomendações baseadas em evidências sobre serviços clínicos preventivos. Eles não consideram o custo de um serviço preventivo ao determinar uma recomendação. A cada ano, a organização entrega um relatório ao Congresso que identifica lacunas críticas de evidências na pesquisa e recomenda áreas prioritárias para revisão adicional.
A Uma Rede Nacional de Colaboradores de Qualidade Perinatal dos EUA, patrocinada pelo CDC, apóia as colaborações estaduais de qualidade perinatal (PQCs) para medir e melhorar os cuidados de saúde e os resultados de saúde para mães e bebês. Esses programas contribuíram para melhorias, como redução de partos antes de 39 semanas, redução de infecções da corrente sanguínea associadas à assistência à saúde e melhorias na utilização de corticosteróides antenatais.
A telessaúde e a telemedicina tiveram um crescimento e desenvolvimento significativos recentemente. O Centro Nacional de Recursos de Políticas de Telessaúde produziu vários relatórios e resumos de políticas sobre o tema da Telessaúde e da Telemedicina e como elas contribuem para os serviços preventivos. As ações de política e a prestação de serviços preventivos não garantem a utilização. O reembolso continua sendo uma barreira significativa para a adoção devido a variações nas políticas e diretrizes de reembolso do pagador e do estado por meio de pagadores governamentais e comerciais. Os americanos usam serviços preventivos por cerca de metade da taxa recomendada e o compartilhamento de custos, como franquias, co-seguro ou co-pagamentos, também reduzem a probabilidade de que os serviços preventivos sejam usados. Apesar do aprimoramento dos benefícios do Medicare e serviços preventivos pela Lei de Cuidados Acessíveis, não houve efeitos na utilização de serviços preventivos, destacando o fato de que existem outras barreiras fundamentais.

#### Lei de Cuidados Acessíveis e cuidados de saúde preventivos
A Lei de Proteção ao Paciente e Cuidados Acessíveis, também conhecido apenas como "Affordable Care Act ou Obamacare", foi aprovada e se tornou lei nos Estados Unidos em 23 de março de 2010. A lei finalizada e recentemente ratificada deveria abordar muitas questões no Sistema de saúde dos EUA, que incluiu expansão de cobertura, reformas no mercado de seguros, melhor qualidade e previsão de eficiência e custos. Sob as reformas do mercado de seguros, a lei exigia que as companhias de seguros não excluíssem mais pessoas com condições preexistentes, permitissem que as crianças fossem cobertas pelo plano de seus pais até os 26 anos e expandissem os recursos que lidavam com recusas de reembolso. O programa também proibiu a cobertura limitada imposta pelos seguros de saúde, e as companhias de seguros deveriam incluir cobertura para serviços preventivos de saúde. A Força-Tarefa de Serviços Preventivos dos EUA categorizou e classificou os serviços de saúde preventiva como A ou B, quanto aos quais as seguradoras devem cumprir e apresentar cobertura total. A Força-Tarefa de Serviços Preventivos dos EUA não apenas forneceu serviços de saúde preventivos graduados que são apropriados para a cobertura, mas também forneceu muitas recomendações a médicos e seguradoras para promover melhores cuidados preventivos para, em última análise, fornecer melhor qualidade de atendimento e reduzir a carga de custos.

### Seguro saúde
As companhias de seguros de saúde estão dispostas a pagar por cuidados preventivos, apesar do fato de os pacientes não estarem gravemente doentes, na esperança de que isso os impeça de desenvolver uma doença crônica mais tarde na vida. Hoje em dia, os planos de seguro de saúde oferecidos através do Mercado, exigidos pela Lei de Cuidados Acessíveis (Affordable Care Act), são obrigadas a fornecer determinados serviços de cuidados preventivos gratuitamente aos pacientes. A seção 2713 dessa legislação, especifica que todos os planos privados do mercado e todos os planos privados patrocinados pelo empregador (exceto aqueles adquiridos) são obrigados a cobrir os serviços de cuidados preventivos classificados como A ou B pela Força-Tarefa de Serviços Preventivos dos EUA gratuitos a cargo dos pacientes. A companhia de seguros UnitedHealthcare publicou diretrizes para os pacientes no início do ano explicando sua cobertura de cuidados preventivos.

### Avaliando benefícios incrementais
Avaliar os benefícios incrementais dos cuidados preventivos requer um período de tempo maior quando comparado aos pacientes com doença aguda. Entradas no modelo, como taxa de desconto e horizonte de tempo, podem ter efeitos significativos nos resultados. Um assunto controverso é o uso de um prazo de 10 anos para avaliar a relação custo-benefício dos serviços preventivos de diabetes pelo Escritório de Orçamento do Congresso. Os serviços de cuidados preventivos concentram-se principalmente nas doenças crônicas. O Escritório de Orçamento do Congresso forneceu orientações de que mais pesquisas são necessárias na área dos impactos econômicos da obesidade nos EUA antes que se possa estimar as consequências orçamentárias. Um relatório bipartidário publicado em maio de 2015 reconhece o potencial dos cuidados preventivos para melhorar a saúde dos pacientes nos níveis individual e populacional, ao mesmo tempo em que diminui os gastos com saúde.

### Questões econômicas subjacentes

#### Mortalidade por fatores de risco modificáveis
Doenças crônicas como doenças cardíacas, derrame, diabetes, obesidade e câncer tornaram-se os problemas de saúde mais comuns e caros nos Estados Unidos. Em 2014, foi projetado que até 2023 o número de casos de doenças crônicas aumentaria em 42%, resultando em US$ 4,2 trilhões em tratamento e perda de produção econômica. Eles também estão entre as dez principais causas de mortalidade. As doenças crônicas são causadas por fatores de risco que são amplamente evitáveis. A subanálise realizada em todas as mortes nos Estados Unidos em 2000 revelou que quase metade foi atribuída a comportamentos evitáveis, incluindo tabaco, má alimentação, inatividade física e consumo de álcool. Uma análise mais recente revela que as doenças cardíacas e o câncer sozinhos foram responsáveis por quase 46% de todas as mortes. Fatores de risco modificáveis também são responsáveis por uma grande carga de morbidade, resultando em baixa qualidade de vida no presente e perda de anos de vida futuros. Estima-se ainda que, até 2023, esforços focados na prevenção e tratamento de doenças crônicas possam resultar em 40 milhões a menos de casos de doenças crônicas, reduzindo potencialmente os custos de tratamento em US$ 220 bilhões.

#### Vacinação infantil
As imunizações infantis são as grandes esponsáveis pelo aumento da expectativa de vida no século XX. Do ponto de vista econômico, as vacinas infantis apresentam um retorno de investimento muito alto. De acordo com Healthy People 2020, para cada coorte de nascimentos que recebe o calendário de vacinação infantil de rotina, os custos diretos de saúde são reduzidos em US$ 9,9 bilhões e a sociedade economiza US$ 33,4 bilhões em custos indiretos. Os benefícios econômicos da vacinação infantil vão além de pacientes individuais para planos de seguro e fabricantes de vacinas, ao mesmo tempo em que melhoram a saúde da população.

#### Teoria do capital de saúde
A carga de doenças evitáveis se estende além do setor de saúde, incorrendo em custos relacionados à perda de produtividade entre os trabalhadores da força de trabalho. Os custos indiretos relacionados a maus comportamentos de saúde e doenças crônicas associadas custam bilhões de dólares aos empregadores dos EUA a cada ano.
De acordo com a Associação de Diabetes dos EUA, os custos médicos para funcionários com diabetes são duas vezes maiores do que para trabalhadores sem diabetes e são causados por absenteísmo relacionado ao trabalho (US$ 5 bilhões), redução da produtividade no trabalho (US$ 20,8 bilhões), incapacidade de trabalhar devido a incapacidade relacionada a doenças (US$ 21,6 bilhões) e mortalidade prematura (US$ 18,5 bilhões). As estimativas relatadas da carga de custos devido a níveis cada vez mais altos de membros com sobrepeso e obesidade na força de trabalho variam, com as melhores estimativas sugerindo 450 milhões de dias de trabalho perdidos, resultando em US $ 153 bilhões a cada ano em perda de produtividade, de acordo com o Centro de Controle de Doenças.
O modelo de capital de saúde explica como os investimentos individuais em saúde podem aumentar os rendimentos ao "aumentar o número de dias saudáveis disponíveis para trabalhar e obter renda". Nesse contexto, a saúde pode ser tratada tanto como um bem de consumo, em que os indivíduos desejam a saúde porque melhora a qualidade de vida no presente, quanto como um bem de investimento devido ao seu potencial de aumentar a assiduidade e a produtividade no local de trabalho ao longo do tempo. Comportamentos preventivos de saúde, como dieta saudável, exercícios regulares, acesso e uso de cuidados de saúde, evitar o tabaco e limitar o álcool podem ser vistos como insumos de saúde que resultam tanto em uma força de trabalho mais saudável quanto em economias substanciais de custos.

#### Anos de vida ajustados pela qualidade
Os benefícios para a saúde das medidas de cuidados preventivos podem ser descritos em termos de "anos de vida ajustados pela qualidade", ou QALYs. Um QALY leva em consideração a duração e a qualidade de vida e é usado para avaliar a relação custo-benefício de intervenções médicas e preventivas. Classicamente, um ano de saúde perfeita é definido como 1 QALY e um ano com qualquer grau de saúde inferior a perfeita recebe um valor entre 0 e 1 QALY. Como um sistema de ponderação econômica, o QALY pode ser usado para informar decisões pessoais, avaliar intervenções preventivas e definir prioridades para futuros esforços preventivos.
Os benefícios de redução de custos e custo-benefício das medidas de cuidados preventivos estão bem estabelecidos. A Fundação Robert Wood Johnson avaliou a literatura de custo-efetividade de prevenção e descobriu que muitas medidas preventivas atendem à referência de menos de cemmil dólares por QALY e são consideradas favoráveis em termos de custo-benefício. Estes incluem exames de HIV e clamídia, câncer de cólon, mama e colo do útero, exames de visão e exames de aneurisma de aorta abdominal em homens maiores de 60 anos em certas populações. A triagem de álcool e tabaco foi considerada econômica em algumas revisões e custo-efetiva em outras. De acordo com a análise, duas intervenções preventivas reduziram custos em todas as revisões: imunizações infantis e aconselhamento de adultos sobre o uso de aspirina.

#### Populações minoritárias
As disparidades de saúde estão aumentando nos Estados Unidos para doenças crônicas, como obesidade, diabetes, câncer e doenças cardiovasculares. As populações com maior risco de desigualdades na saúde são a crescente proporção de minorias raciais e étnicas, incluindo afro-americanos, índios americanos, hispânicos/latinos, asiáticos americanos, nativos do Alasca e ilhéus do Pacífico. De acordo com o programa "Abordagens Raciais e Étnicas à Saúde Comunitária (REACH)", um programa nacional do Centro de Controle de Doenças, os negros não hispânicos atualmente têm as maiores taxas de obesidade (48%) e o risco de diabetes recém-diagnosticado é 77% maior entre os negros não hispânicos, 66% maior entre hispânicos/latinos e 18% maior entre asiáticos americanos em comparação com brancos não hispânicos. As projeções populacionais atuais dos EUA preveem que mais da metade dos americanos pertencerá a um grupo minoritário até 2044. Sem intervenções preventivas direcionadas, os custos médicos das desigualdades de doenças crônicas se tornarão insustentáveis. A ampliação das políticas de saúde projetadas para melhorar a prestação de serviços preventivos para populações minoritárias pode ajudar a reduzir custos médicos substanciais causados por desigualdades nos cuidados de saúde, resultando em um retorno sobre o investimento.

#### Políticas
As doenças crônicas são uma questão de nível populacional que requer esforços em nível de saúde da população e políticas públicas em nível nacional e estadual para prevenir efetivamente, em vez de esforços em nível individual. Os Estados Unidos atualmente empregam muitos esforços de política de saúde pública alinhados com os esforços de saúde preventiva discutidos acima. Os Centros de Controle e Prevenção de Doenças apoiam iniciativas como Saúde em Todas as Políticas e o HI-5 (Impacto na Saúde em 5 Anos) e esforços colaborativos que visam considerar a prevenção em todos os setores  e abordar os determinantes sociais da saúde como um método de prevenção primária de doenças crônicas.

#### Obesidade
As políticas que abordam a epidemia de obesidade devem ser proativas e abrangentes, incluindo uma variedade de partes interessadas tanto na área da saúde quanto em outros setores. As recomendações do Instituto de Medicina dos EUA em 2012 sugerem que "uma ação articulada seja tomada em cinco ambientes (atividade física (AF), alimentos e bebidas, marketing e mensagens, saúde e locais de trabalho e escolas) e todos os setores da sociedade (incluindo governo, negócios e indústria, escolas, creches, planejamento urbano, recreação, transporte, mídia, saúde pública, agricultura, comunidades e casa) para que os esforços de prevenção da obesidade sejam realmente bem-sucedidos."
Existem dezenas de políticas atuais atuando em qualquer (ou em todos) os níveis federal, estadual, municipal e escolar. A maioria dos estados emprega uma exigência de educação física de 150 minutos de educação física por semana na escola, uma política da Associação Nacional de Esporte e Educação Física. Em algumas cidades, incluindo Filadélfia, é empregado um imposto sobre alimentos açucarados. Isso faz parte de uma emenda ao Título 19 do Código da Filadélfia, "Finanças, impostos e cobranças", Capítulo 19-4100, Imposto sobre bebidas adoçadas com açúcar que foi aprovado em 2016, que estabelece um imposto de consumo de quinze centavos de dólar por onça fluida (unidade de volume) em distribuidores de bebidas adoçadas com adoçantes calóricos e não calóricos. Os distribuidores são obrigados a apresentar uma declaração ao departamento, e o departamento pode recolher impostos, entre outras responsabilidades. Essas políticas podem ser uma fonte de créditos fiscais. De acordo com a política da Filadélfia, as empresas podem solicitar créditos fiscais com o departamento de receita por ordem de chegada. Isso se aplica até que o valor total de créditos para um determinado ano atinja um milhão de dólares.
Recentemente, as propagandas de alimentos e bebidas dirigidas às crianças têm recebido muita atenção. A Iniciativa de Publicidade de Alimentos e Bebidas para Crianças (CFBAI) é um programa de autorregulação da indústria alimentícia. Cada empresa participante faz um compromisso público que detalha seu compromisso de anunciar apenas alimentos que atendam a determinados critérios nutricionais para crianças menores de 12 anos. Este é um programa auto-regulado com políticas escritas pelo Conselho de Better Business Bureaus. A Fundação Robert Wood Johnson financiou pesquisas para testar a eficácia do CFBAI. Os resultados mostraram avanços em termos de diminuição da publicidade de produtos alimentícios voltados para crianças e adolescentes.

#### Políticas de imunização infantil
Apesar das controvérsias em todo o país sobre vacinação e imunização infantil, existem políticas e programas nos níveis federal, estadual, local e escolar que definem os requisitos de vacinação, nos EUA. Todos os estados exigem que as crianças sejam vacinadas contra certas doenças transmissíveis como condição para a frequência escolar. No entanto, apenas 18 estados norte-americanos permitem isenções por "razões filosóficas ou morais". As doenças para as quais as vacinações fazem parte do esquema de vacinação padrão (ACIP) são difteria, tétano pertussis (coqueluche), poliomielite (pólio), sarampo, caxumba, rubéola, haemophilus influenzae tipo b, hepatite B, gripee infecções pneumocócicas. O site do Centro de controle de doenças descreve um programa financiado pelo governo federal dos EUA chamado "Vaccines for Children - VFC" (vacinas para crianças), que fornece vacinas sem custo para crianças que, de outra forma, não seriam vacinadas devido à incapacidade de pagar. Além disso, Comitê Consultivo sobre Práticas de Imunização é um conselho consultivo especializado em vacinação que informa a política de vacinação e orienta as recomendações em andamento ao Centro de controle de doenças, incorporando as evidências mais atualizadas de custo-benefício e risco-benefício em suas recomendações.